# Castianeira tenuiformis
Castianeira tenuiformis là một loài nhện trong họ Corinnidae.
Loài này thuộc chi Castianeira. Castianeira tenuiformis được Eugène Simon miêu tả năm 1896.